# Embalagem reutilizável
Embalagem reutilizável é a manufatura de materiais duráveis e especialmente planejados para múltiplas movimentações e vida estendida. Uma embalagem reutilizável é "planejada para o reuso sem diminuir sua função protetiva." O termo retornável é algumas vezes utilizado de maneira intercambiável, mas pode também incluir embalagens ou componentes para outros fins além do reuso: como a reciclagem, descarte, incineração, etc. Tipicamente, os materiais usados para fazer embalagens retornáveis incluem ferro, madeira, folhas de polipropileno e outros materiais.
A capacidade de reutilizar embalagens é uma consideração importante para o planejamento ambiental. É também importanto para o movimento em direção à embalagens sustentáveis. Embalagens retornáveis são encorajadas por reguladores.

## Containers
Por muitros anos, diversos tipos de containers tem sido retornáveis e reutilizáveis. Esses se adequam mais quando um sistema de logística reversa está disponível ou pode ser rapidamente desenvolvido. Um sistema de retorno, recondicionamento, e reuso pode economizar custos por envio e reduzir a pegada ecológico das embalagens.
A manufatura, particularmente a indústria automobilística, tem usado prateleiras de alta resistência para enviar exaustores, paralamas, motores, painéis, etc. de fornecedores para fábricas de montagem final. As prateleiras são então retornadas para o próximo ciclo de envio.
Volumes de alimentos, químicos, e farmacêuticos são frequetemente enviados em containers retornáveis e reutilizáveis. Exigem uma inspeção cuidadosa, como também uma higienização como parte do ciclo de reuso.
Paletes de madeira são frequentemente feitos para serem descartados, usados em um único envio. Outros tem alta resistência e preparados para vários envios. Alguns permanecem em depósitos de paletes que são utilizados, inspecionados , e reformados para utilização estendida.

## Embalagens para consumo
Diversos tipos de embalagens para consumo tem sido administrados em sistemas de reuso. Garrafas reutilizáveis para leite, refrigerante, e cerveja tem sido parte de um ciclo fechado de uso, retorno, limpeza, reabastecimento e reuso. Containers de armazenamento de comida são tipicamente reutilizáveis. Garrafas de plástico grossas são promovidas enquanto itens ambientalmente mais adequados em comparação com garrafas finas de uso único. Alguns copos de plástico podem ser reutilizados, apesar de que a maioria é descartável.
Como qualquer tipo de embalagem para alimentos, uma limpeza e desinfectação apropriada entre cada uso é crítico para a saúde.
Em setembro de 2019, o Comitê de Questões Ambientais, Alimentares e Rurais do Reino Unido publicou um relatório afirmando que uma intervenção oficial deveria encorajar mais comércios à oferecer opções de reabastecimento ao invés de embalagens de uso único.

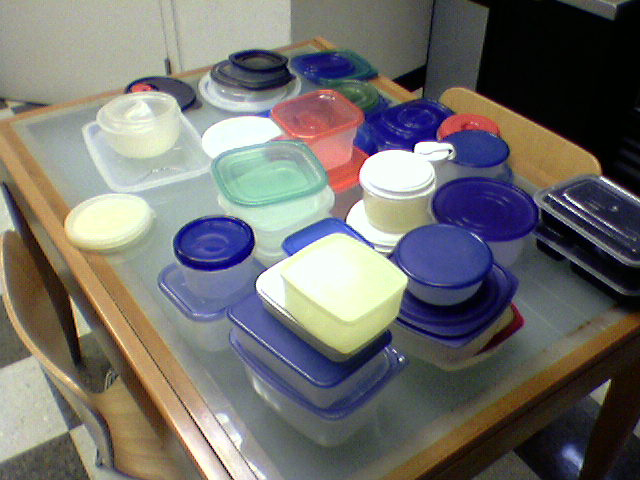
Embalagens domésticas de armazenamento
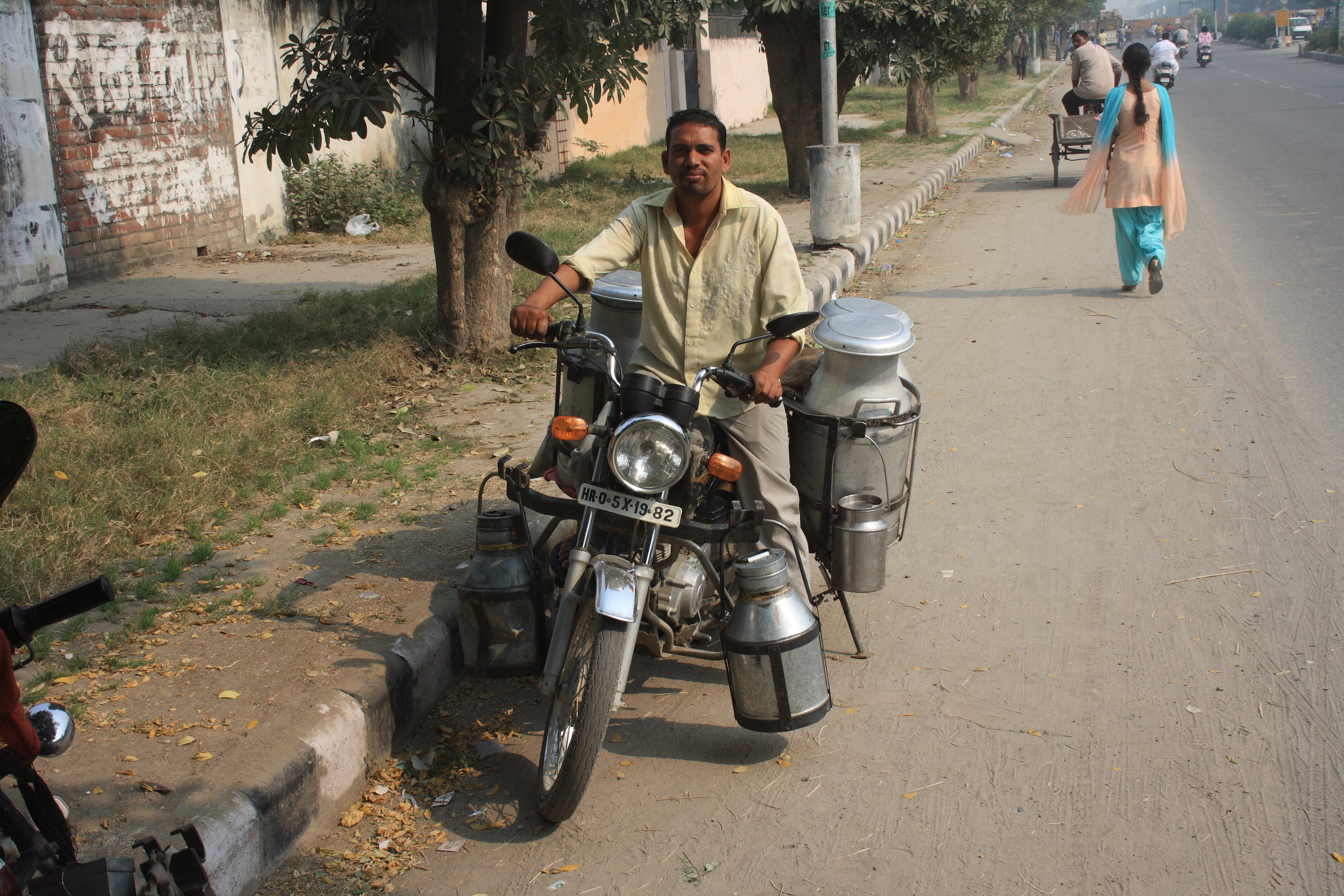
Entrega de leite na Índia em embalagens reutilizáveis de ferro inoxidável
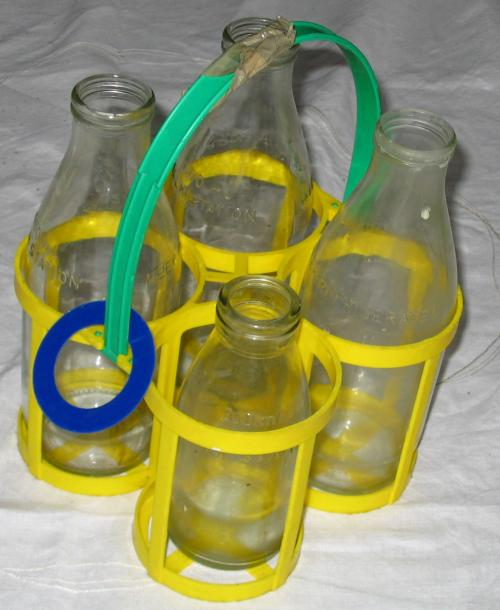
Garrafas e portadores de leite reutilizáveis
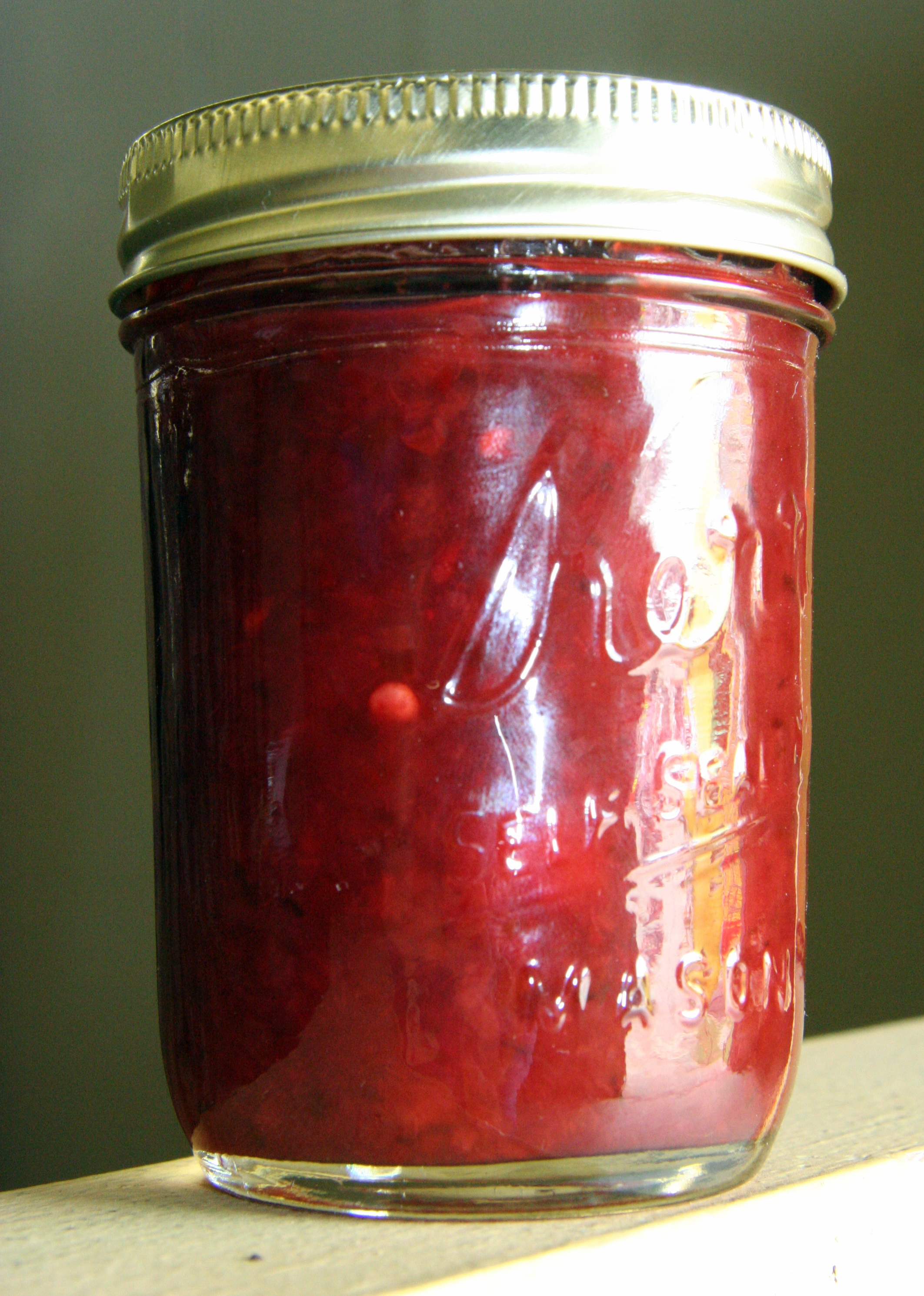
Potes de conserva
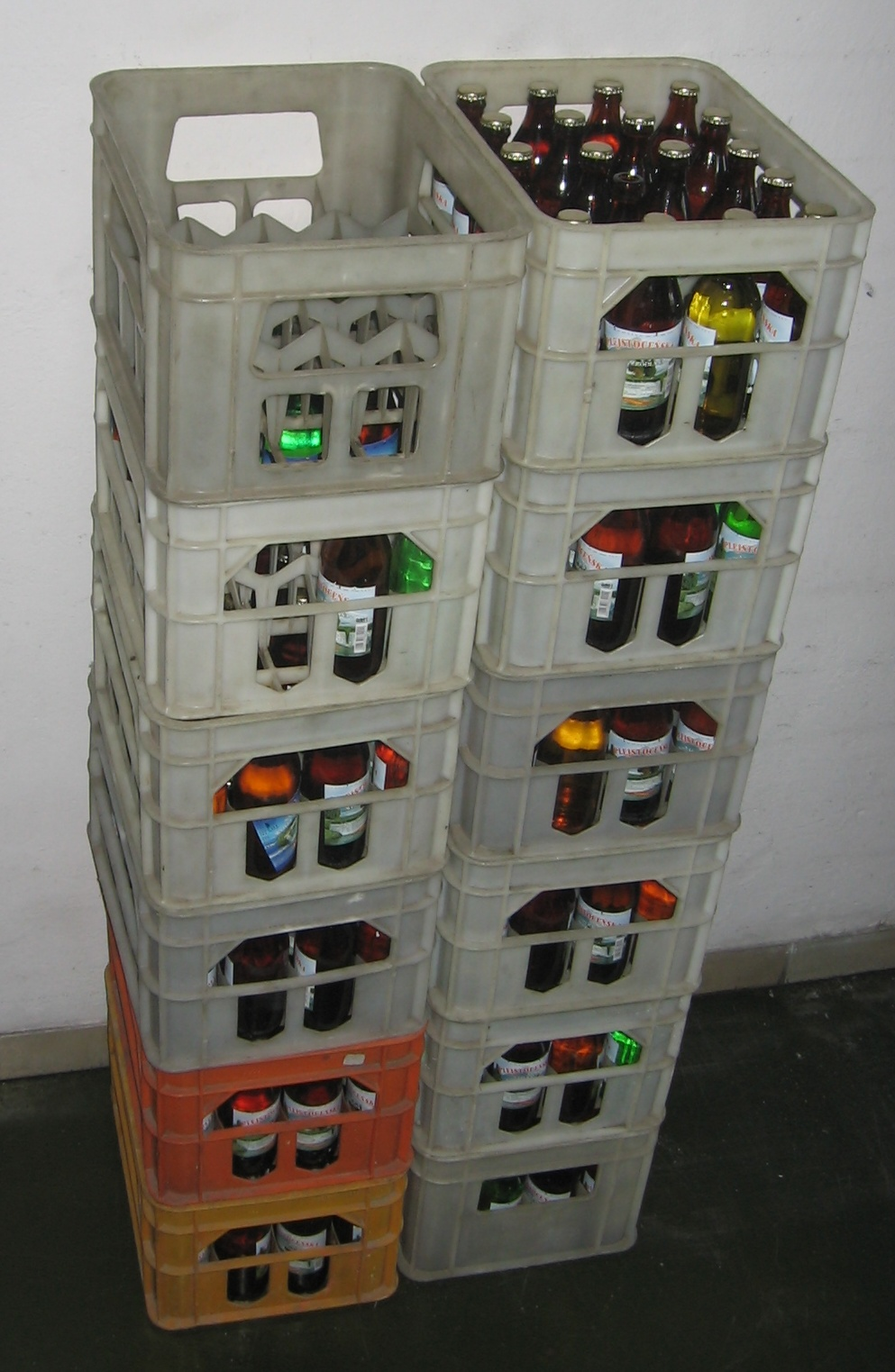
Caixotes de garrafas d'água reutilizáveis
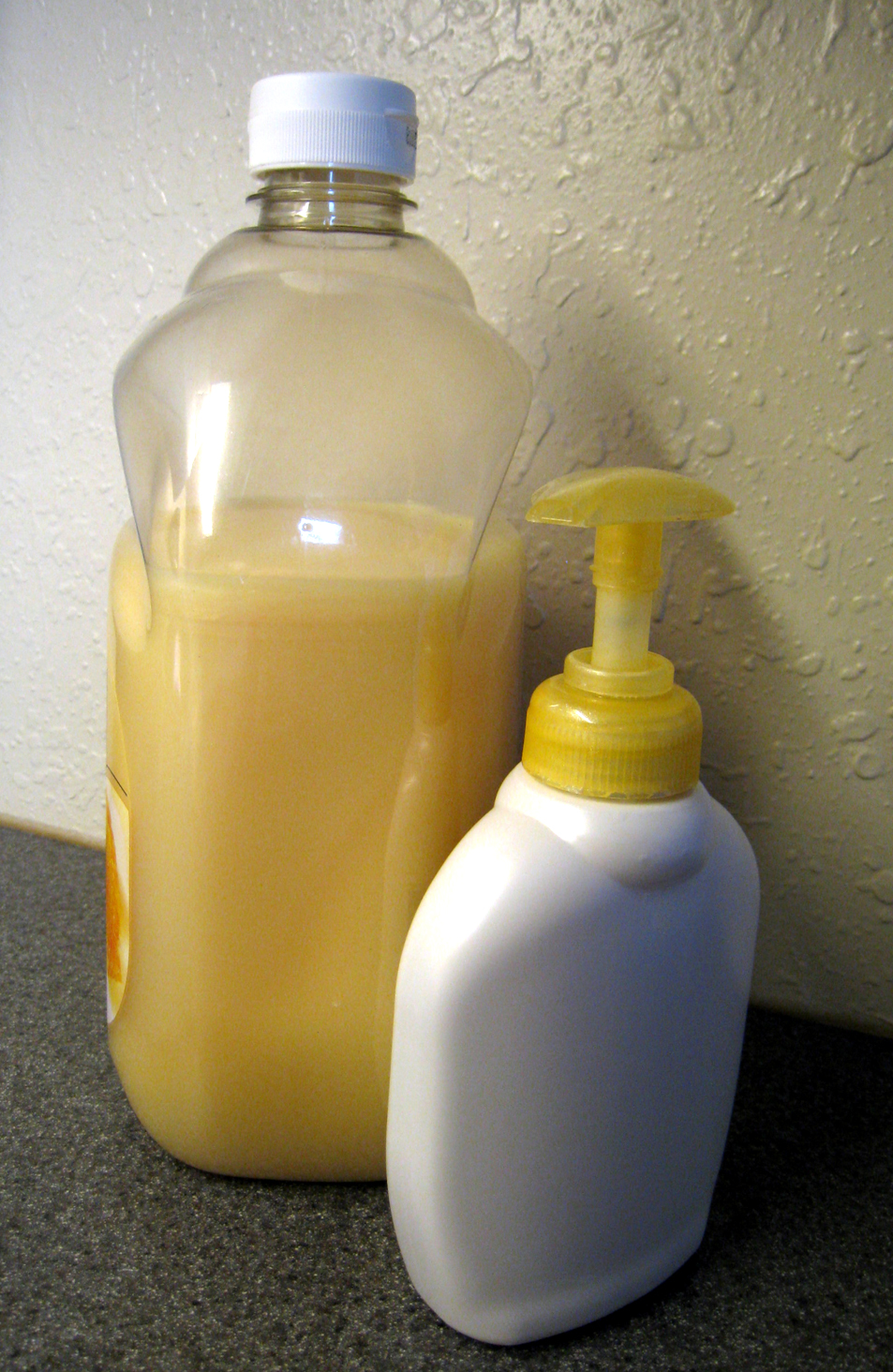
Dispensório reabastecível de sabonete líquido

## Reuso com outros propósitos
Embalagens usadas são frequentemente reutilizadas para propósitos diferentes do seu uso inicial. Por exemplo, uma sacola de compras de plástico pode ser reutilizada como uma sacola de lixo ou uma sacola de armazenamento doméstico. Barris de ferro podem ser reutilizados como barricadas de tráfego, em docas de flutuação, e como instrumentos musicais.
- Móveis feitos com caixotes de leite

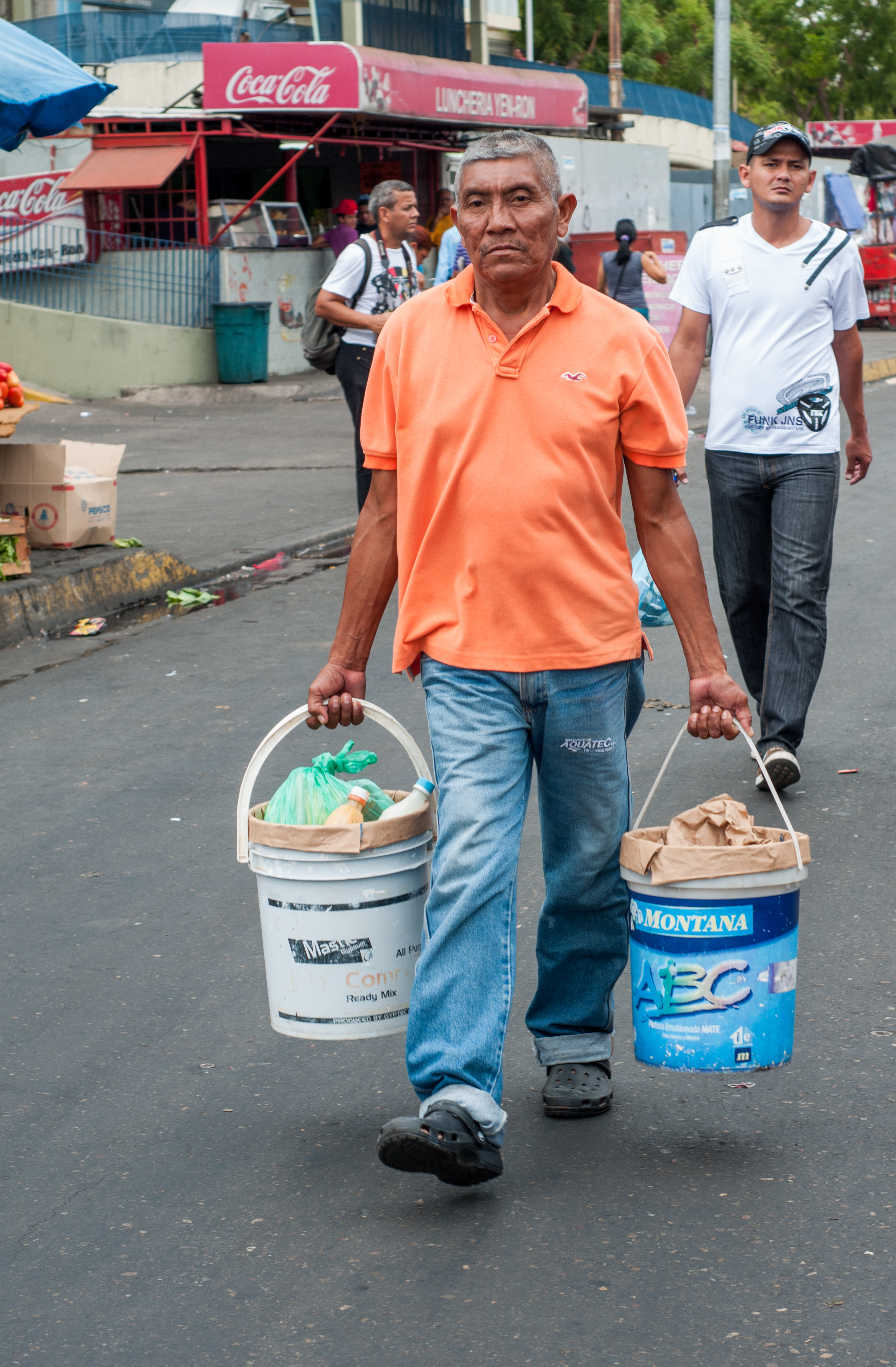
Baldes sendo reutilizados para carregar outros itens
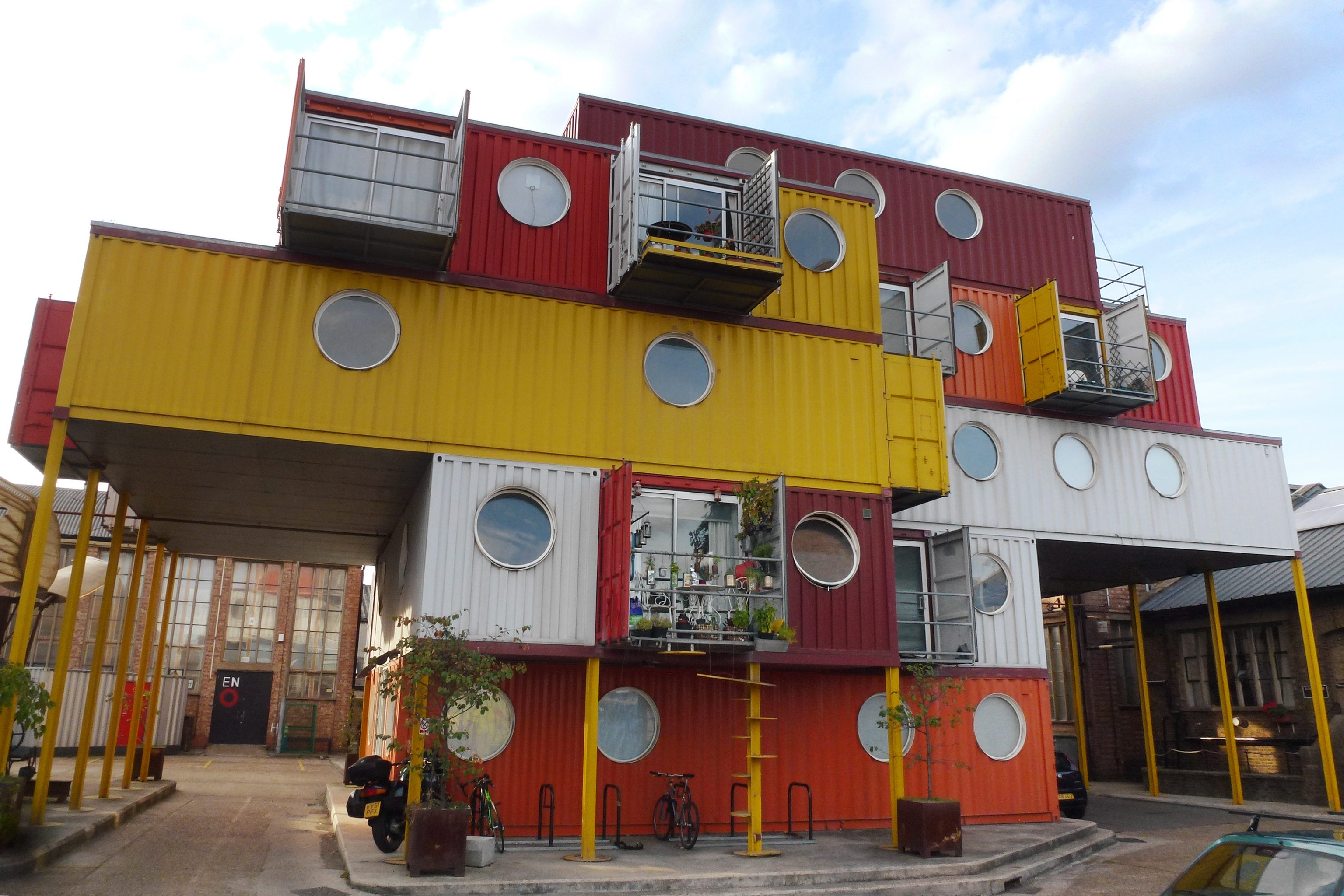
Arquitetura com containers

## Justificação
Embalagens reutilizáveis frequentemente tem um custo inicial maior e utiliza mais materiais que uma embalagem de uso único. Também exigem frequentemente uma maior complexidade no sistema de distribuição.
Uma análise de custo é necessário, envolvendo todos os custos de material, trabalho, transporte, inspeção, reforma, limpeza, e administração. Frequentemente esses custos podem recair para diferentes corporações com diferentes estruturas de custo.
O custo e benefício ambiental pode ser também complexo. O material, energia, poluição, etc. precisa ser mensurado através de todo o sistema. A Avaliação do ciclo de vida oferece uma boa metodologia para essa tarefa.